# Repulsion (Band)
Repulsion ist die älteste Grindcore-Band der USA. Die Band hat das erste Grindcore-Album aufgenommen, allerdings erst später offiziell veröffentlicht. Lediglich die britische Band Napalm Death ist noch zwei Jahre älter. Repulsion gelten außerdem als Wegbereiter für den späteren Deathgrind.

## Geschichte
Repulsion wurde 1984 unter dem Namen „Tempter“ von Matt Olivo und Scott Carlsson in Flint in Michigan gegründet. Noch im selben Jahr wechselte der Name zweimal. Zuerst benannte sich die Band „Ultra Violence“, bevor man dann unter dem Namen „Genocide“ noch im Jahr 1984 das erste Demo veröffentlichte. 1985 wechselten Carlsson und Olivo dann kurzzeitig zur Band Death, nachdem Chuck Schuldiner Rick Rozz und Kam Lee aufgrund von Unfähigkeit rausgeworfen hatte. 1986 benannte sich die Band dann in „Repulsion“ um. In dem Jahr wurde ein Demo veröffentlicht, welches später als erstes Grindcore-Album in die Geschichte einging. Ursprünglich wurde das Album Horrified unter dem Namen Slaughter of the Innocent als Demoaufnahme veröffentlicht. Die Wiederveröffentlichung als Album wurde von dem Earache-Records-Sublabel Necrosis durchgeführt, welches Bandmitgliedern von Carcass gehörte. Nach der Veröffentlichung von Horrified bekam die Band jedoch keinen Vertrag und löste sich im Jahr 1993 auf. Nachdem das Interesse seitens der Fans auch nach zehn Jahren noch anhält, hat sich Repulsion im Jahr 2003 wieder zusammengeschlossen.
Aaron Freeman und Matt Olivo spielten in den 1990er Jahren außerdem noch in der Band Dejecta.

## Diskografie
Veröffentlichungen als Genocide
- 1984: Toxic Metal (Demo)
- 1985: Violent Death (Demo)
- 1986: The Stench of Burning Death (Demo)

Veröffentlichungen als Repulsion
- 1986: Slaughter of the Innocent (Demo)
- 1989: Horrified (Das Demo von 1986 offiziell über ein Label veröffentlicht)
- 1991: Rebirth (Demo)
- 1991: Final (Demo)
- 1991: Excruciation (EP)
- 2004: Necrothology (DVD)
- 2004: Relapse Singles Series Vol. 3 (Split-EP)